# 波克城市 (佛罗里达州)
波克城市（英語：Polk City），是美国佛罗里达州波爾克縣下属的一座城市。建立于1925年。面积约为2平方公里（约合0.8平方英里）。根据2010年美国人口普查，该市有人口1,562人。论人口在本州排行第304。